# Joan Carreras i Valldeperes
Joan Carreras i Valldeperas (Gràcia, Barcelona, 1973) és un actor català de teatre, cinema i televisió. Format a l'Institut del Teatre, és un habitual dels escenaris catalans a part d'actor habitual d'Àlex Rigola.
Tot i així té el reconeixement per part del públic i critica, és considerat com un dels millors actors catalans de la seva generació. Va pertànyer a la companyia estable del Teatre Lliure i ha tingut nominacions els Premis Butaca

## Filmografia
| - 1998: Laura (1 episodi) - 1999: La memòria dels Cargols (1 episodi) - 1999: Plats bruts (2 episodis) - 2000-2001: Temps de silenci - 2003: Cala reial (telefilm) - 2004-2005: De moda - 2005: L'un per l'altre (1 episodi) - 2006: Càmping (telefilm) - 2006-2007: Porca misèria - 2008: Zoo - 2009: Infidels - 2011: Clara Campoamor, la dona oblidada (telefilm) - 2013: Un berenar a Ginebra (telefilm) - 2013: Salaó (minisèrie) - 2014: Kubala, Moreno i Manchón (1 episodi) - 2014: Barcelona (enregistrament de l'obra teatral) - 2014: 39+1 - 2015: El ministerio del tiempo - 2019-actualitat: Com si fos ahir | - 1996: El domini dels sentits - 2008: Mejor que nunca, de Dolors Payás - 2012: Insensibles, de Juan Carlos Medina - 2015: L'art de la comèdia, de Eduardo De Filippo, dirigida per Lluis Homar |